# Jean II d'Arles
Pour les articles homonymes, voir Jean II.

Jean II (? - † 819), archevêque d’Arles (avant 811–† 819)

## Biographie

### Sous Charlemagne
Jean II comme tous les prélats de cette époque est nommé par Charlemagne et doit « aider le comte dans sa circonscription, .. assurer des charges au palais et des missions à l'étranger ». Il est probablement déjà archevêque d’Arles et Vicaire d’Empire depuis plusieurs années lorsqu'il assiste en 811 au testament de Charlemagne. C’est donc un proche de l’empereur et probablement un ancien clerc du palais. 
Son épiscopat s’inscrit dans une politique de nomination de prélats de grande qualité qui essayent d’éradiquer l’autonomie bourguignonne de la vallée du Rhône et d’appliquer une politique initiale de centralisation carolingienne. Charlemagne lui confie, ainsi que son fils, plusieurs missions de confiance.
Dans son diocèse, il s’occupe d’organiser la défense des côtes menacées en permanence par les pirates, principalement sarrasins. Ainsi d’après M. Gauthier-Descottes, l’église forteresse des Saintes-Maries-de-la-Mer est commencée vers 812, sous son épiscopat.
En 813, quatre conciles se tiennent sur l’ordre de Charlemagne pour remédier à l'état des Églises : Mayence, Tours, Chalon-sur-Saône et Arles. Celui d’Arles se tient à la cathédrale Saint-Trophime; il est présidé par Jean II secondé par Nebridius, abbé de Lagrasse et archevêque de Narbonne. 
Ces conciles abordent tous les aspects de la vie religieuse : problème dogmatique (il est traité des questions de foi) ; problème de discipline ecclésiastique (de la situation de ses chefs et serviteurs).
Mais ces conciles ne décident rien. Ils font des propositions de réforme à l'empereur (quarante trois chapitres), et c'est Charlemagne qui se réserve le choix de décider des mesures à appliquer. Rien n'indique mieux la place prise par l’Empereur dans l'Église que la manière dont les évêques et les abbés terminent leurs délibérations à ces conciles, notamment au concile d'Arles (mai 813) : 
Voilà les articles que nous avons rédigés ; nous décidons qu'ils seront présentés au Seigneur Empereur, afin que sa sagesse ajoute ce qui y manque, corrige ce qui est contre la raison, et que ce qu'elle y reconnaîtra de bon, elle le promulgue et le rende exécutoire.

### Sous Louis le Débonnaire
Après la mort de Charlemagne († à Aix-la-Chapelle le 28 janvier 814), sous Louis (dit aussi le Débonnaire ou le Pieux), Jean II continue à jouir d’une grande influence. Il possède en toute juridiction la cité d’Arles et après la restauration du temporel de l’Église d’Arles (et de Marseille), également la puissance et la richesse. 
En 815, Jean II est envoyé à Ravenne par Louis le Pieux, fidèle au souhait de Charlemagne, avec mission de réconcilier l’archevêque de Ravenne avec le Pape. 
Cette même année, il fait le voyage de Rome à Aix-la Chapelle, comme messager du pape, pour justifier la conduite du pape Léon.
Au début du mois d'août 816, Jean est à Reims avec Théodulf, l’évêque d’Orléans, auprès du roi Louis qui envoie les deux évêques accueillir le nouveau pape Etienne.
Sa mort intervient en 819,, date des premiers documents où figure le nom de son successeur Nothon.